# Asteriks i Obeliks: Imperium Smoka
Asteriks i Obeliks: Imperium Smoka (fr. Astérix et Obélix: L’Empire du Milieu) to produkowany francuski film przygodowy, piąta produkcja aktorska o przygodach Asteriksa. Wykorzystywał postacie stworzone przez René Goscinnego i Alberta Uderzo, ale nie jest inspirowany żadnym wcześniejszym albumem.
Zdjęcia do filmu rozpoczęto w kwietniu 2021 roku. Premiera we Francji, a także światowa premiera, miały miejsce 1 lutego 2023 r., a w Polsce 10 lutego 2023 roku.

## Fabuła
Jedyna córka cesarza Chin Hana Xuandi, chcąc uwolnić się ze szponów złego księcia, ucieka do Galii i zwraca się o pomoc do Asteriksa i Obeliksa.

## Obsada
- Guillaume Canet jako Asteriks[7],
- Gilles Lellouche jako Obeliks[7],
- Pierre Richard jako Panoramiks[7],
- Marion Cotillard jako Kleopatra[7],
- Vincent Cassel jako Juliusz Cezar[7],
- Jason Chicandier jako Ahigieniks[7],
- Zlatan Ibrahimović jako rzymianin Caius Antivirus[3],
- Angèle jako Falbala[7],
- Franck Gastambide jako kapitan Krwawobrody, przywódca piratów[7].

## Wersja polska
- Waldemar Barwiński – Asteriks[8]
- Wiktor Zborowski – Obeliks[8]
- Robert Makłowicz[9] – narrator
- Przemysław Stippa – Juliusz Cezar[8]
- Karolina Kalina-Bulcewicz – Kleopatra[8]
- Maciej Kosmala – Kupidemaiks[8]
- Tomasz Steciuk – Biopiks[8]
- Jarosław Boberek –
  - Ahigieniks,
  - Epidemaiks[8]
- Włodzimierz Press – Panoramiks[8]
- Jan Aleksandrowicz-Krasko – kapitan Krwawobrody[8]
- Przemysław Glapiński – Deng Tsin Qin[8]
- Adrianna Izydorczyk – księżniczka Fu Yi[8]
- Anna Sroka-Hryń – cesarzowa[8]